# Finale élémentaire
Au jeu d'échecs, une finale élémentaire est une finale où le matériel est très réduit. Toutes les pièces mises en jeu participent à l'attaque (donc pour le gain de la partie) pour le camp en position supérieure (le camp fort), et toutes les pièces participent à la défense (donc pour la partie nulle) pour le camp en position inférieure (dit camp faible).